# 柳沢鉱一
柳沢 鉱一（やなぎさわ こういち、1891年2月2日 - 1971年7月4日）は、日本の銀行家。横浜興信銀行頭取（第四代）、日本銀行国庫局長。

## 経歴
東京府出身。1909年早稲田実業学校卒。卒業後は日本銀行に入り、人事部長、国庫局長を務める。1944年に横浜興信銀行（現在の横浜銀行）に転じ、1949年まで同行頭取を務めた。1950年神奈川県信用保証協会会長。その他、神奈川県観光社長、日米富士自転車専務、横浜銀行協会会長、横浜商工会議所副会頭を歴任。1971年死去。